# Dicranota catawbiensis
Dicranota catawbiensis är en tvåvingeart som beskrevs av Alexander 1940. Dicranota catawbiensis ingår i släktet Dicranota och familjen hårögonharkrankar. Inga underarter finns listade i Catalogue of Life.